# وان عبد الرحيم
وان عبدال رحيم (بالملايوية: Wan Abdul Rahim Wan Abdullah)‏ هو سياسي ماليزي، ولد في 24 فبراير 1952 في كلنتن في ماليزيا. حزبياً، كان نشط في الحزب الإسلامي الماليزي.ومع ذلك منذ عام 2015 انضم إلى حزب الأمانة الوطني، وقد انتخب عضو ديوان الرعية ‏.